# سيلفيان جاك
سيلفيان جاك (بالفرنسية: Sylvain Jacques)‏ هو ممثل فرنسي، ولد في 1971.

## وصلات خارجية
- سيلفيان جاك على موقع IMDb (الإنجليزية)
- سيلفيان جاك على موقع قاعدة بيانات الفيلم (الإنجليزية)